# Effertz Tore
Die Effertz Tore GmbH ist ein Unternehmen des produzierenden Gewerbes. Es hat sich auf die Entwicklung und Herstellung von Spezialtoren und textilen Vorhängen für den Feuer-, Rauch- und Schallschutz spezialisiert.
Das im Jahr 1880 gegründete Unternehmen hat seinen Sitz in Mönchengladbach. Ursprüngliches Geschäftsfeld waren Fensterrollläden und Betriebstore. Nach dem Zweiten Weltkrieg erfolgte die Spezialisierung auf Brandschutztore. Die Effertz Tore GmbH entwickelte die ersten allgemein bauaufsichtlich zugelassenen Feuerschutz-Rolltore (1969)  sowie das erste nach deutschen Normen geprüfte Rauchschutz-Sektionaltor (1995).
Der Tor-Hersteller beschäftigt derzeit etwa 75 Mitarbeiter. Der Jahresumsatz liegt nach eigenen Angaben bei 12,5 Mio. Euro. Das Unternehmen ist weltweit tätig und zählt zu den „Hidden Champions des 21. Jahrhunderts“. Das Unternehmen befindet sich zu 100 % in Familienbesitz.

## Geschichte

### Gründung
Das Unternehmen wurde als Mönchengladbacher Jalousienfabrik im September 1880 von Schreinermeister Wilhelm Effertz (1852–1918) gegründet. Im selben Jahr entstand ein Fabrikneubau in der Humboldtstraße 30 in Mönchengladbach. 1903 erhielt Peter Effertz (1880–1970) ein Patent für seine neue Holzrollladenkonstruktion. Als Alternative zu der bis dahin üblichen Konstruktion mit Stahlplättchen bzw. Gurten hatte er eine Kettenkonstruktion in Flach- und Rundstahl entwickelt. Nach Ablauf der Patentrechte setzte sich die Kettenkonstruktion weltweit durch.
Im Jahr 1920 wurde die Firma um einen Standort in der Straße Am Gerstacker 78–82 in Rheydt (heute Mönchengladbach) erweitert und in Rolladenwerk Gebr. Effertz, Rheydt, umbenannt. In Rheydt entstand die Stahlpanzer-Rolltor-Fertigung. Gegen Ende des Zweiten Weltkriegs wurden die Werkgebäude in München-Gladbach und Rheydt bei mehreren Angriffen völlig zerstört.

### Wiederaufbau nach 1945 und Spezialisierung
Bis zum 70-jährigen Bestehen des Unternehmens im Jahr 1950 waren die Werkgebäude an beiden Standorten wieder aufgebaut. In den 1960er-Jahren erfolgte die Entwicklung von Feuerschutz-Rolltoren, die 1969 als erstes Produkt dieser Art von dem erst 1968 gegründeten Institut für Bautechnik (IfBt, heute DIBt – Deutsches Institut für Bautechnik) allgemein bauaufsichtlich zugelassen wurden. Im Jahr 1981 fertigte und montierte das Unternehmen für das neue Theater der Schaubühne in Berlin die größten Feuerschutz-Rolltore Europas zur Unterteilung der Bühne und erhielt dafür einen Eintrag in das Guinness-Buch der Rekorde. Die beiden Tore von 20 m Breite, 14 m Höhe stellten eine Herausforderung hinsichtlich der konstruktiven Auslegung aller lasttragenden Bauteile und der Sicherheitstechnik sowie Transport und Montage dar. Die Wellen mit aufgewickeltem Panzer hatten einen Durchmesser von 1,80 m und ein Gewicht von 15 t.
In den Jahren 1989 bis 1990 entwickelte die Gebr. Effertz GmbH neue Rolltore für die Pkw- und Bus-Waggons der Eurotunnel-Shuttle-Züge. Für die Waggon-Tore galt die Auflage, dass sie 30 Minuten lang sowohl feuerbeständig als auch rauchdicht sein mussten und den dynamischen Kräften, die bei der Zugfahrt entstehen, dauerhaft standhalten mussten. Bis zu diesem Zeitpunkt gab es nach Auskunft des Unternehmens ausschließlich feuerbeständige Rolltore. Die zusätzliche Rauchdichtigkeit wurde durch den Einsatz neuer Isoliermaterialien erreicht. Die 660 Spezial-Brandschutz-Rolltore wurden 1991 bis 1994 in Serie produziert und eingebaut. Sie sind bis heute unverändert in Betrieb.
Im Jahr 1995 stellte die Effertz Tore GmbH als erstes Unternehmen ein Rauchschutz-Sektionaltor vor, das den Rauchschutzanforderungen der DIN 18095 entspricht. Diese DIN-Norm, die Eigenschaften von ein- und zweiflügeligen Rauchschutztüren definiert, wurde analog auf die Sektionaltore angewendet. Der Test erfolgte beim Materialprüfungsamt Nordrhein-Westfalen in Dortmund. Bei einem Überdruck von 50 Pascal und einer Raumtemperatur von 200 °C lag die maximale Leckrate für das 3,4 m breite und 3 m hohe Tor unter 12 m³/h. Für einflügelige Türen liegt der erlaubte Grenzwert bei 20 m³/h, für zweiflügelige Türen bei 30 m³/h. Seit dem Jahr 1999 ist die Anwendung der Prüfergebnisse in Teil 3 der DIN 18095 geregelt. Für die Entwicklung der Rauchschutz-Sektionaltore erhielt das Unternehmen 1997 den Innovationspreis der Internationalen Fachmesse „R+T“ in Stuttgart.
Im Jahr 2002 wurde das Tochterunternehmen Effertz Polska Sp. z o.o. in Posen/Polen gegründet. Die Anteile an diesem Tochterunternehmen hat Effertz Tore GmbH im Jahr 2010 an den ehemaligen Minderheitsgesellschafter verkauft.

Konstruktionszeichnung des Effertz-Kippstab-Verschlusses für Rollläden

Als erster Hersteller produzierte die Effertz Tore GmbH 2008 einen textilen Feuerschutzvorhang, der der europäischen Klassifikation EW60 entspricht. Durch eine wärmereflektierende Beschichtung verringert der Vorhang den Wärmedurchgang um mehr als 80 % gegenüber einem gleichartigen unbeschichteten Vorhang. Der Test erfolgte entsprechend der Europa-Norm DIN EN 1634-1.
Im September 2009 wurde Effertz Tore durch die Zertifizierungsstelle ZertBau in die Liste der präqualifizierten Unternehmen eingetragen. Mit dem Eintrag in die Präqualifizierungsliste wird Zuverlässigkeit, Fachkunde und Leistungsfähigkeit mit einer Art Gütesiegel dokumentiert.
Im Juli 2013 erteilte in Deutschland das Deutsche Institut für Bautechnik die erste T30-Zulassung für den isolierenden Feuerschutzvorhang Iso3 von Effertz.

## Produkte
- Feuerschutz-Tore für den Hochbau sowie für Schiffe und Offshore-Plattformen
- Feuerschutz- und Rauchschutz-Vorhänge
- Schallschutz-Tore (bis 67 dB)
- Hochwasserschutztore
- Spezialtore für Sonderanwendungen (z. B. Explosionsschutz)